# Lista över olympiska dammedaljörer i cykling
Det här är en komplett lista över alla medaljörer i cykling vid olympiska spelen på damsidan från 1896 till 2021. Se även Lista över olympiska herrmedaljörer i cykling

## Nuvarande program

### Landsvägscykling

#### Linjelopp (individuellt)
| Spel                            | Guld                         | Silver                       | Brons                      |
| Los Angeles 1984 Detaljer...    | Connie Carpenter (USA)       | Rebecca Twigg (USA)          | Sandra Schumacher (FRG)    |
| Seoul 1988 Detaljer...          | Monique Knol (NED)           | Jutta Niehaus (FRG)          | Laima Zilporytė (URS)      |
| Barcelona 1992 Detaljer...      | Kathryn Watt (AUS)           | Jeannie Longo-Ciprelli (FRA) | Monique Knol (NED)         |
| Atlanta 1996 Detaljer...        | Jeannie Longo-Ciprelli (FRA) | Imelda Chiappa (ITA)         | Clara Hughes (CAN)         |
| Sydney 2000 Detaljer...         | Leontien Zijlaard (NED)      | Hanka Kupfernagel (GER)      | Diana Žiliūtė (LTU)        |
| Aten 2004 Detaljer...           | Sara Carrigan (AUS)          | Judith Arndt (GER)           | Olga Sljusareva (RUS)      |
| Peking 2008 Detaljer...         | Nicole Cooke (GBR)           | Emma Johansson (SWE)         | Tatiana Guderzo (ITA)      |
| London 2012 Detaljer...         | Marianne Vos (NED)           | Lizzie Armitstead (GBR)      | Olga Zabelinskaja (RUS)    |
| Rio de Janeiro 2016 Detaljer... | Anna van der Breggen (NED)   | Emma Johansson (SWE)         | Elisa Longo Borghini (ITA) |
| Tokyo 2020 Detaljer...          | Anna Kiesenhofer (AUT)       | Annemiek van Vleuten (NED)   | Elisa Longo Borghini (ITA) |

#### Tempolopp (individuellt)
| Spel                            | Guld                       | Silver                       | Brons                        |
| Atlanta 1996 Detaljer...        | Zulfia Zabirova (RUS)      | Jeannie Longo-Ciprelli (FRA) | Clara Hughes (CAN)           |
| Sydney 2000 Detaljer...         | Leontien Zijlaard (NED)    | Mari Holden (USA)            | Jeannie Longo-Ciprelli (FRA) |
| Aten 2004 Detaljer...           | Leontien van Moorsel (NED) | Dede Barry (USA)             | Karin Thürig (SUI)           |
| Peking 2008 Detaljer...         | Kristin Armstrong (USA)    | Emma Pooley (GBR)            | Karin Thürig (SUI)           |
| London 2012 Detaljer...         | Kristin Armstrong (USA)    | Judith Arndt (GER)           | Olga Zabelinskaja (RUS)      |
| Rio de Janeiro 2016 Detaljer... | Kristin Armstrong (USA)    | Olga Zabelinskaja (RUS)      | Anna van der Breggen (NED)   |
| Tokyo 2020 Detaljer...          | Annemiek van Vleuten (NED) | Marlen Reusser (SUI)         | Anna van der Breggen (NED)   |

### Bancykling

#### Sprint (individuellt)
| Spel                            | Guld                     | Silver                   | Brons                |
| Seoul 1988 Detaljer...          | Erika Salumäe (URS)      | Christa Luding (GDR)     | Connie Young (USA)   |
| Barcelona 1992 Detaljer...      | Erika Salumäe (EST)      | Annett Neumann (GER)     | Ingrid Haringa (NED) |
| Atlanta 1996 Detaljer...        | Félicia Ballanger (FRA)  | Michelle Ferris (AUS)    | Ingrid Haringa (NED) |
| Sydney 2000 Detaljer...         | Félicia Ballanger (FRA)  | Oksana Grisjina (RUS)    | Iryna Janovytj (UKR) |
| Aten 2004 Detaljer...           | Lori-Ann Muenzer (CAN)   | Tamilla Abasova (RUS)    | Anna Meares (AUS)    |
| Peking 2008 Detaljer...         | Victoria Pendleton (GBR) | Anna Meares (AUS)        | Guo Shuang (CHN)     |
| London 2012 Detaljer...         | Anna Meares (AUS)        | Victoria Pendleton (GBR) | Guo Shuang (CHN)     |
| Rio de Janeiro 2016 Detaljer... | Kristina Vogel (GER)     | Becky James (GBR)        | Katy Marchant (GBR)  |
| Tokyo 2020 Detaljer...          | Kelsey Mitchell (CAN)    | Olena Starikova (UKR)    | Lee Wai Sze (HKG)    |

#### Sprint (lag)
| Spel                            | Guld                                 | Silver                                     | Brons                                   |
| London 2012 Detaljer...         | Tyskland Kristina Vogel Miriam Welte | Kina Gong Jinjie Guo Shuang                | Australien Kaarle McCulloch Anna Meares |
| Rio de Janeiro 2016 Detaljer... | Kina Gong Jinjie Zhong Tianshi       | Ryssland Darja Sjmeljova Anastasia Vojnova | Tyskland Kristina Vogel Miriam Welte    |
| Tokyo 2020 Detaljer...          | Kina Bao Shanju Zhong Tianshi        | Tyskland Lea Friedrich Emma Hinze          | ROC Darja Sjmeljova Anastasia Vojnova   |

#### Förföljelse (lag)
| Spel                            | Guld                                                                    | Silver                                                             | Brons                                                                   |
| London 2012 Detaljer...         | Storbritannien Danielle King Laura Trott Joanna Rowsell                 | USA Sarah Hammer Dotsie Bausch Jennie Reed                         | Kanada Tara Whitten Gillian Carleton Jasmin Glaesser                    |
| Rio de Janeiro 2016 Detaljer... | Storbritannien Katie Archibald Laura Trott Elinor Barker Joanna Rowsell | USA Sarah Hammer Kelly Catlin Chloe Dygert Jennifer Valente        | Kanada Allison Beveridge Jasmin Glaesser Laura Brown Georgia Simmerling |
| Tokyo 2020 Detaljer...          | Tyskland Franziska Brauße Lisa Brennauer Lisa Klein Mieke Kröger        | Storbritannien Katie Archibald Laura Kenny Neah Evans Josie Knight | USA Chloe Dygert Megan Jastrab Jennifer Valente Emma White              |

#### Keirin
| Spel                            | Guld                      | Silver                | Brons                 |
| London 2012 Detaljer...         | Victoria Pendleton (GBR)  | Guo Shuang (CHN)      | Lee Wai Sze (HKG)     |
| Rio de Janeiro 2016 Detaljer... | Elis Ligtlee (NED)        | Becky James (GBR)     | Anna Meares (AUS)     |
| Tokyo 2020 Detaljer...          | Shanne Braspennincx (NED) | Ellesse Andrews (NZL) | Lauriane Genest (CAN) |

#### Madison
| Spel                   | Guld                                       | Silver                               | Brons                                      |
| Tokyo 2020 Detaljer... | Storbritannien Laura Kenny Katie Archibald | Danmark Amalie Dideriksen Julie Leth | ROC Gulnaz Chatuntseva Marija Novolodskaja |

#### Omnium
| Spel                            | Guld                   | Silver              | Brons                   |
| London 2012 Detaljer...         | Laura Trott (GBR)      | Sarah Hammer (USA)  | Annette Edmondson (AUS) |
| Rio de Janeiro 2016 Detaljer... | Laura Trott (GBR)      | Sarah Hammer (USA)  | Jolien D'Hoore (BEL)    |
| Tokyo 2020 Detaljer...          | Jennifer Valente (USA) | Yumi Kajihara (JPN) | Kirsten Wild (NED)      |

### Terrängcykling
| Spel                            | Guld                  | Silver                     | Brons                   |
| Atlanta 1996 Detaljer...        | Paola Pezzo (ITA)     | Alison Sydor (CAN)         | Susan DeMattei (USA)    |
| Sydney 2000 Detaljer...         | Paola Pezzo (ITA)     | Barbara Blatter (SUI)      | Margarita Fullana (ESP) |
| Aten 2004 Detaljer...           | Gunn-Rita Dahle (NOR) | Marie-Hélène Prémont (CAN) | Sabine Spitz (GER)      |
| Peking 2008 Detaljer...         | Sabine Spitz (GER)    | Maja Włoszczowska (POL)    | Irina Kalentieva (RUS)  |
| London 2012 Detaljer...         | Julie Bresset (FRA)   | Sabine Spitz (GER)         | Georgia Gould (USA)     |
| Rio de Janeiro 2016 Detaljer... | Jenny Rissveds (SWE)  | Maja Włoszczowska (POL)    | Catharine Pendrel (CAN) |
| Tokyo 2020 Detaljer...          | Jolanda Neff (SUI)    | Sina Frei (SUI)            | Linda Indergand (SUI)   |

### BMX

#### Freestyle
| Spel                   | Guld                        | Silver               | Brons                 |
| Tokyo 2020 Detaljer... | Charlotte Worthington (GBR) | Hannah Roberts (USA) | Nikita Ducarroz (SUI) |

#### Racing
| Spel                            | Guld                         | Silver                      | Brons                   |
| Peking 2008 Detaljer...         | Anne-Caroline Chausson (FRA) | Laëtitia Le Corguillé (FRA) | Jill Kintner (USA)      |
| London 2012 Detaljer...         | Mariana Pajón (COL)          | Sarah Walker (NZL)          | Laura Smulders (NED)    |
| Rio de Janeiro 2016 Detaljer... | Mariana Pajón (COL)          | Alise Post (USA)            | Stefany Hernandez (VEN) |
| Tokyo 2020 Detaljer...          | Beth Shriever (GBR)          | Mariana Pajón (COL)         | Merel Smulders (NED)    |

## Borttagna discipliner

### Bancykling

#### Poänglopp
| Spel                     | Guld                     | Silver                  | Brons                    |
| Atlanta 1996 Detaljer... | Nathalie Lancien (FRA)   | Ingrid Haringa (NED)    | Lucy Tyler-Sharman (AUS) |
| Sydney 2000 Detaljer...  | Antonella Bellutti (ITA) | Leontien Zijlaard (NED) | Olga Sljusareva (RUS)    |
| Aten 2004 Detaljer...    | Olga Sljusareva (RUS)    | Belem Guerrero (MEX)    | María Luisa Calle (COL)  |
| Peking 2008 Detaljer...  | Marianne Vos (NED)       | Yoanka González (CUB)   | Leire Olaberría (ESP)    |

#### Förföljelse (individuellt)
| Spel                       | Guld                     | Silver                  | Brons                      |
| Barcelona 1992 Detaljer... | Petra Rossner (GER)      | Kathryn Watt (AUS)      | Rebecca Twigg (USA)        |
| Atlanta 1996 Detaljer...   | Antonella Bellutti (ITA) | Marion Clignet (FRA)    | Judith Arndt (GER)         |
| Sydney 2000 Detaljer...    | Leontien Zijlaard (NED)  | Marion Clignet (FRA)    | Yvonne McGregor (GBR)      |
| Aten 2004 Detaljer...      | Sarah Ulmer (NZL)        | Katie Mactier (AUS)     | Leontien van Moorsel (NED) |
| Peking 2008 Detaljer...    | Rebecca Romero (GBR)     | Wendy Houvenaghel (GBR) | Lesja Kalitovska (UKR)     |

#### 500 m tidslopp
| Spel                    | Guld                    | Silver                | Brons                      |
| Sydney 2000 Detaljer... | Félicia Ballanger (FRA) | Michelle Ferris (AUS) | Jiang Cuihua (CHN)         |
| Aten 2004 Detaljer...   | Anna Meares (AUS)       | Jiang Yonghua (CHN)   | Natallja Tsylinskaja (BLR) |